# Gare do Oriente
Gare do Oriente är en av Lissabons fyra stora järnvägsstationer.
Stationen  har cirka 75 miljoner passagerare per år[källa behövs] och invigdes 1998.
Stationen ritades av den spanske arkitekten Santiago Calatrava.

Gare do Oriente
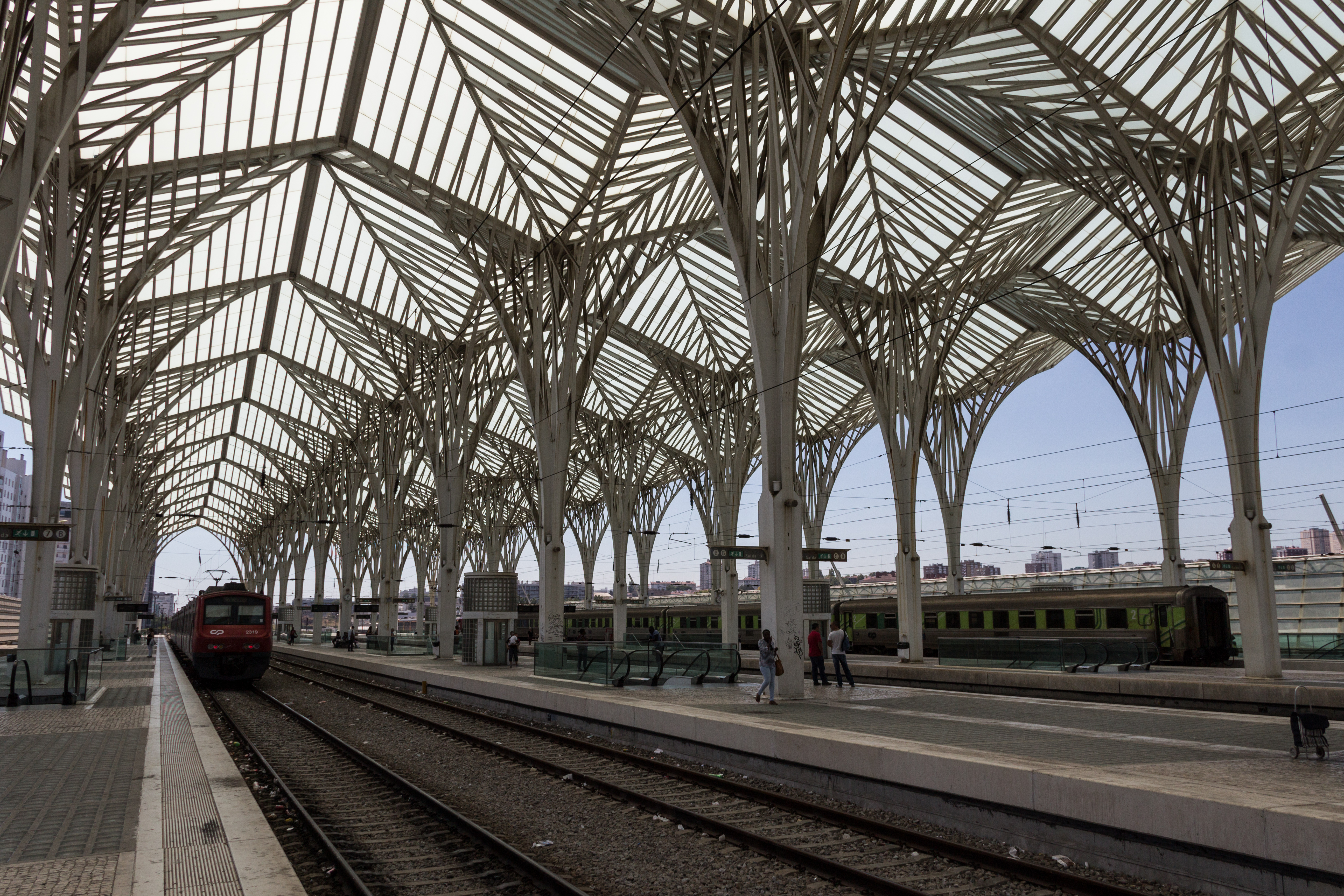
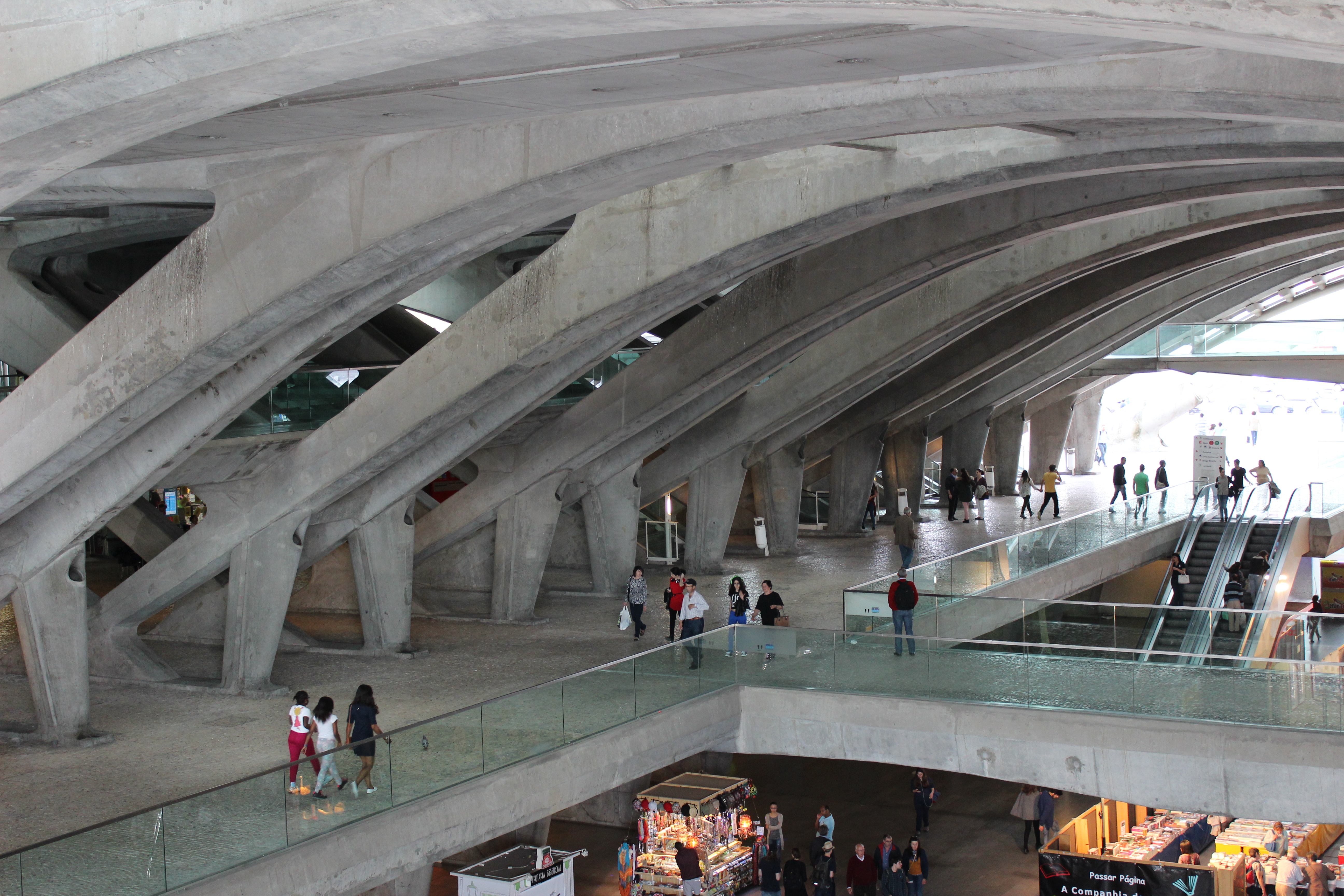
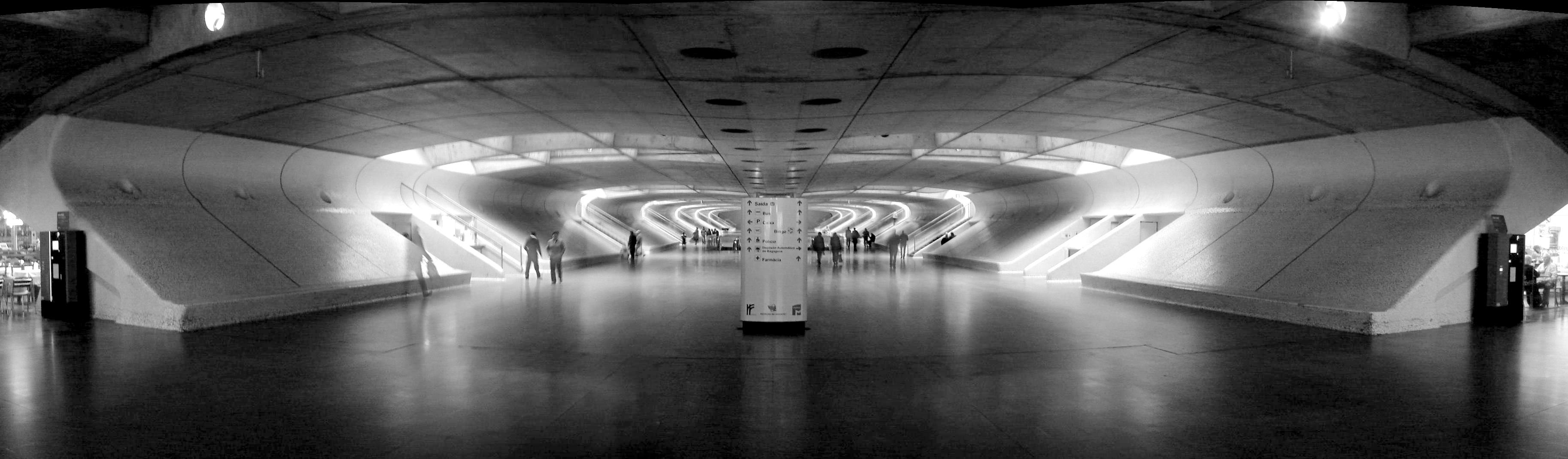
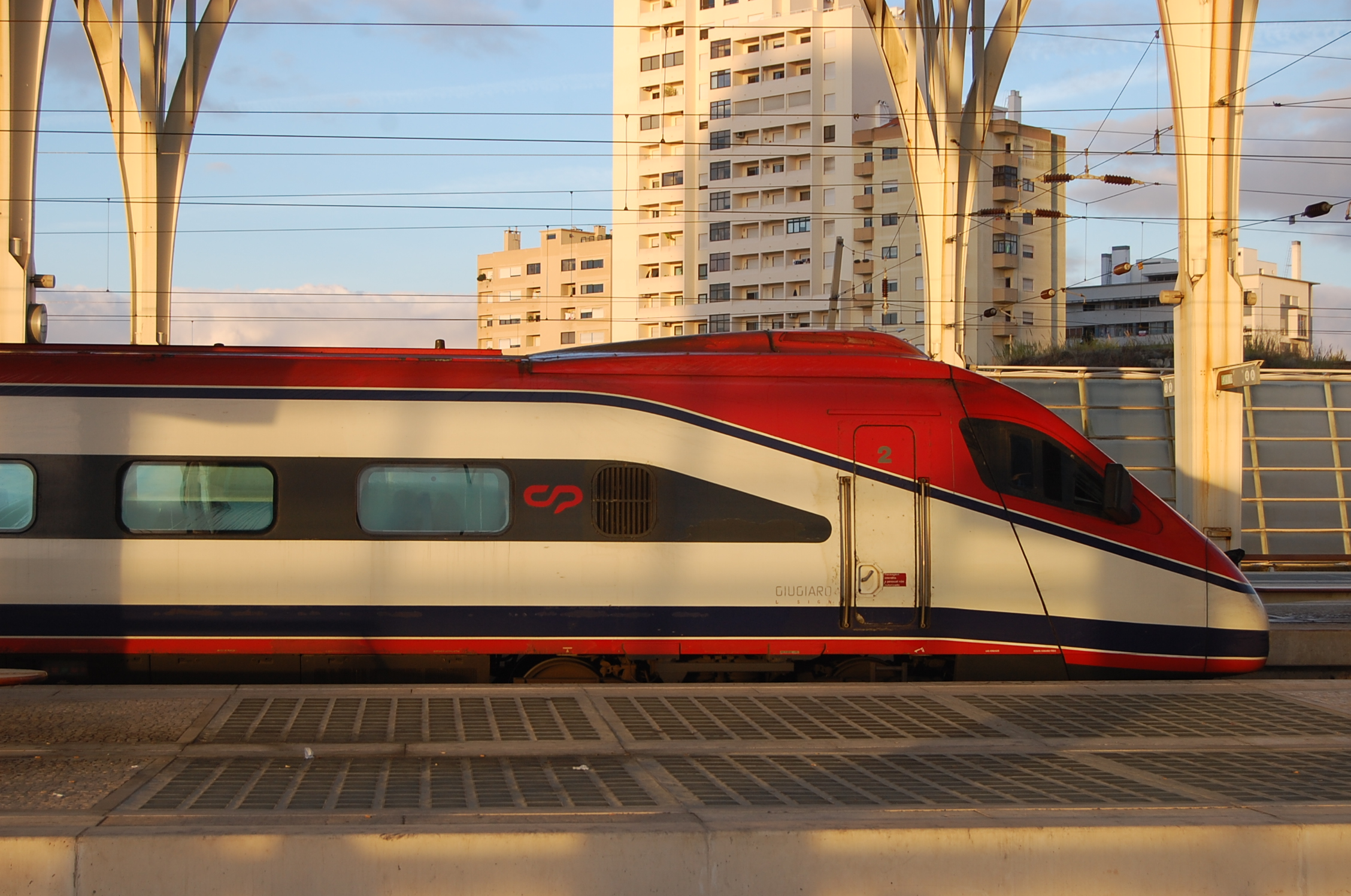
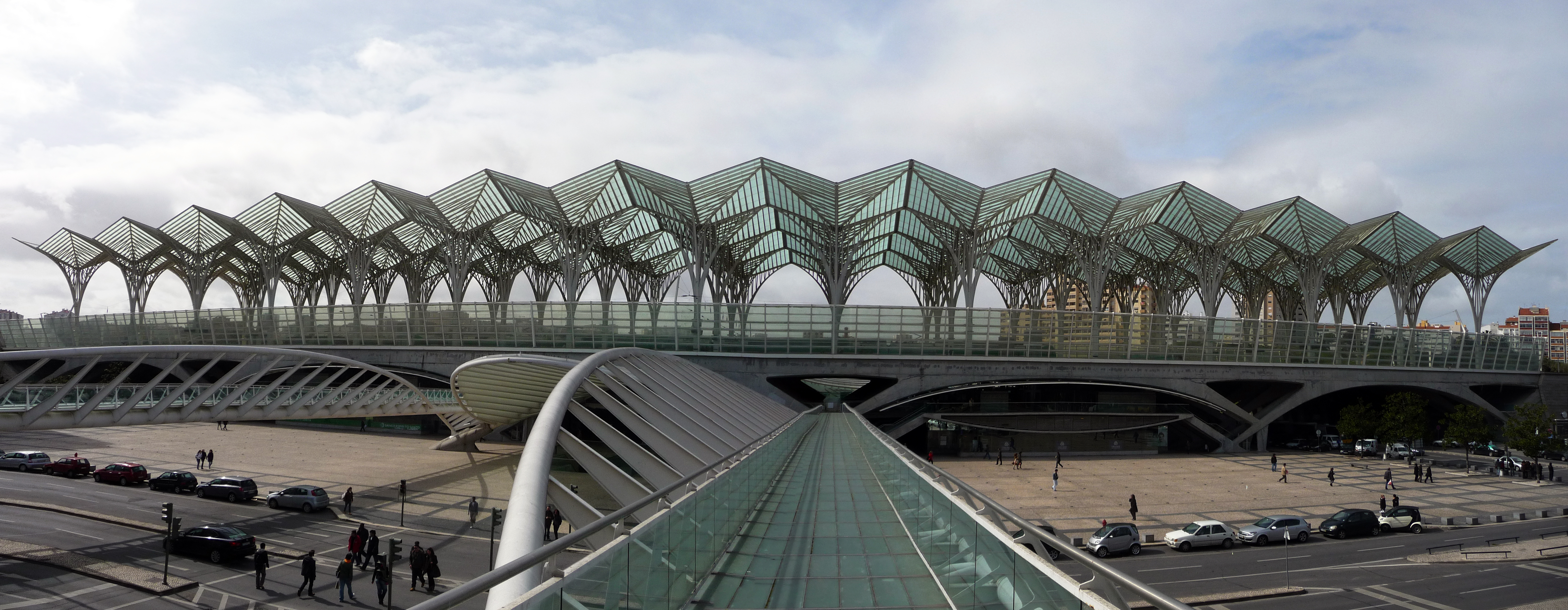
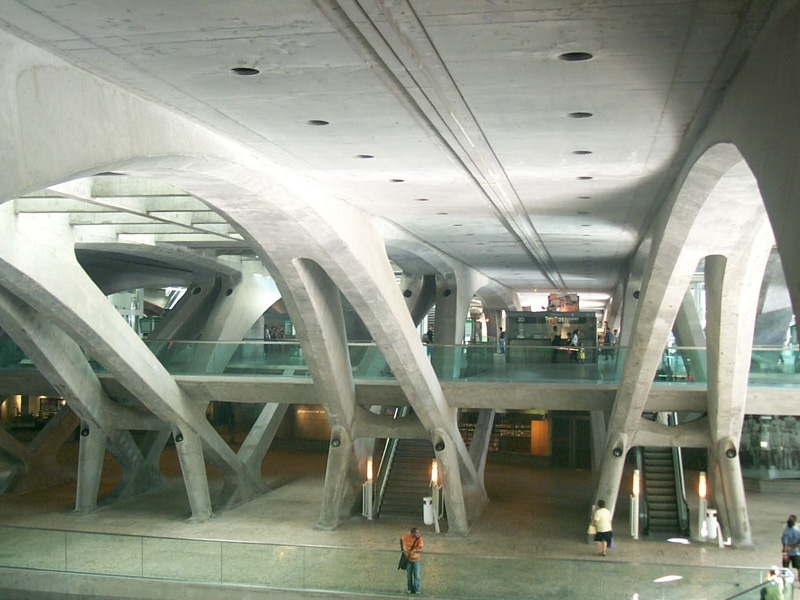